# Einar Kárason

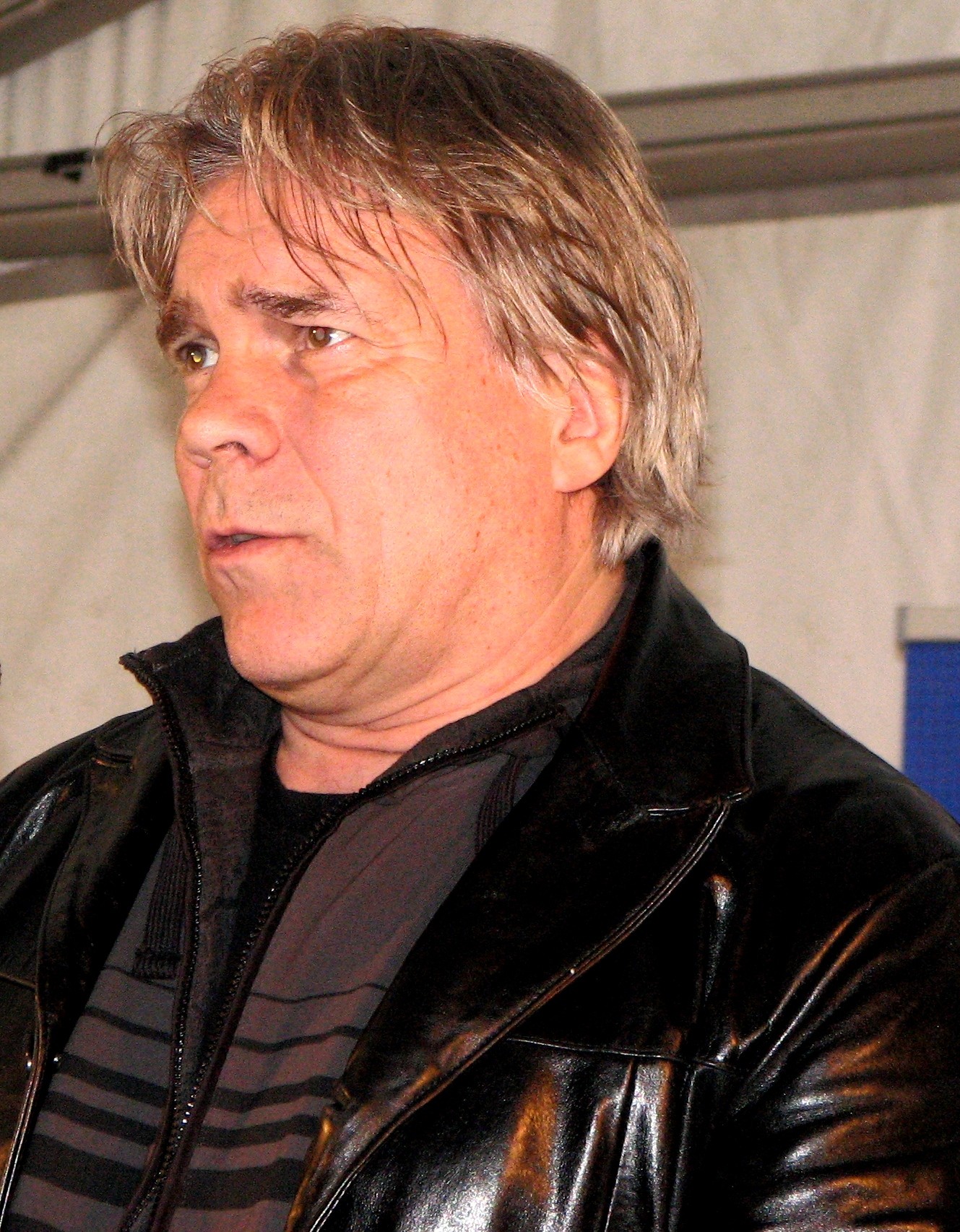
Einar Kárason (2010)

Einar Kárason (* 24. November 1955 in Reykjavík) ist ein isländischer Autor.

## Leben
Von 1975 bis 1978 studierte er Literaturwissenschaften an der Universität Island. Seit 1978 lebt er als freier Schriftsteller in Reykjavík. Er ist sehr engagiert im Isländischen Schriftstellerverband tätig, von 1988 bis 1992 war er dessen Vorsitzender. Seit 1985 organisiert er als einer der Leiter das Literaturfestival von Reykjavík. Am 27. Januar 2009 wurde ihm für seinen neuesten Roman, Teil 2 der geplanten Sturlungartrilogie mit dem isländischen Titel Ofsi (2008), der Isländische Literaturpreis verliehen.

## Werke
Der Autor begann seine Schriftstellerkarriere damit, Gedichte in literarischen Zeitschriften zu veröffentlichen (1978–80). Später schrieb er auch Romane. Am bekanntesten wurde seine Barackentrilogie, die in proletarischem Milieu in Reykjavík spielt. Der erste Band Die Teufelsinsel/Þar sem djöflaeyjan rís (1983) war auch in Deutschland ein großer Erfolg. Der nächste Band Die Goldinsel/Gulleyjan erhielt 1986 den Literaturpreis der isländischen Zeitung DV und wurde im nächsten Jahr für den Literaturpreis des Nordischen Rates nominiert. Drei Jahre später stand der dritte Band der Trilogie Das gelobte Land/Fyrirheitna landið auf der Auswahlliste für den Isländischen Literaturpreis. Die Trilogie wurde auch auf die Bühne gebracht und der erste Band vom isländischen Regisseur Friðrik Þór Friðriksson als Devil’s Island verfilmt. Einar Kárason verfasste das Drehbuch für die Verfilmung.
Einar Kárason hat noch eine Anzahl weiterer Romane veröffentlicht, darunter 1994 Die isländische Mafia/Kvikasilfur. Außerdem schrieb er ab 1993 Kinderbücher.

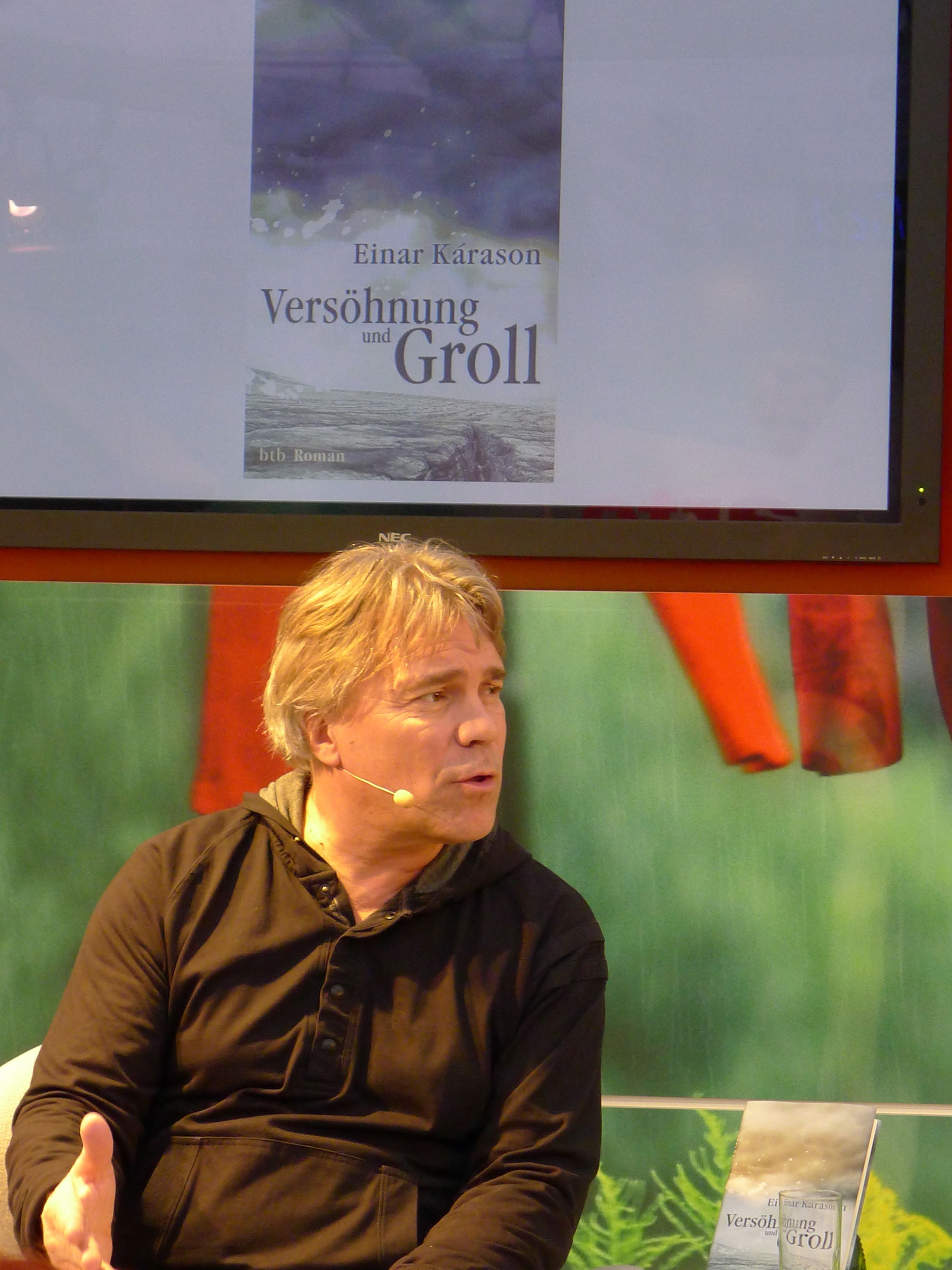
Auf der Leipziger Buchmesse 2011

- Die Teufelsinsel. (Þar sem djöflaeyjan rís, 1983) Goldmann, Band 72142, Die Andere Bibliothek, Band 102, Frankfurt am Main 1993, ISBN 3-8218-4102-8, btb, München 1997, ISBN 3-442-72142-3.
- Die Goldinsel. (Gulleyjan, 1985) Goldmann, Band 72143 btb, München 1997, ISBN 3-442-72143-1.
- Das gelobte Land. (Fyrirheitna landið, 1989) Goldmann, Band 72228 btb, München 1999, ISBN 3-442-72228-4.
- Törichter Männer Rat. (Heimskra manna ráð, 1992) Goldmann, Band 72515 btb, München 2000, ISBN 3-442-72515-1.
- Die isländische Mafia. (Kvikasilfur, 1994) Paul Zsolnay, Wien 2001, ISBN 3-552-05165-1.
- Feindesland. (Óvinafagnaður, 2001) Goldmann, btb, München 2004, ISBN 3-442-75116-0.
- Sturmerprobt. (Stormur, 2003) btb, München 2007, ISBN 978-3-442-73859-5.[1]
- Versöhnung und Groll. (Ofsi, 2008) btb Verlag, München 2011, ISBN 978-3-442-75252-2.[2]
- Endurfundir (2009)
- Einar Kárason erzählt die Geschichte von Thórdur kakali. In: Die Saga-Aufnahmen, supposé, Berlin 2011, ISBN 978-3-86385-001-2 (in isländischer Sprache mit deutscher Übersetzung von Kristof Magnusson)[3]
- Die Sturlungen (enthält: Skálmöld von 2014, Óvinafagnaður, Ofsi und Skáld von 2012) btb Verlag, München 2017, ISBN 978-3-442-75670-4.
- Sturmvögel (Stormfuglar, Mál og menning, Reykjavík 2018), btb Verlag, München 2021, ISBN 978-3-442-75939-2.

Einar Kárason hält auch eine sehr populäre Vorlesung an der Universität Island über das Geschlecht der Sturlungar und trägt Texte zur Sturlunga saga in dem Museum Landnámssetrið in Borgarnes vor.